# Peptidoglicà
El peptidoglicà és un heteropolímer format per monosacàrids i aminoàcids que esdevé el component principal de la paret bacteriana, junt amb els àcids teicoïcs (en bacteris grampositius) o el lipopolisacàrid (en bacteris gramnegatius). En els bacteris el peptidoglicà predominant a la paret bacteriana és la mureïna, mentre que en arqueus el peptidoglicà predominant és la pseudomureïna.
Es coneixen més de cent tipus diferents de peptidoglicà que difereixen principalment en el tipus de ponts intercatenaris i la composició aminoacídica.

## Estructura

Dímer de NAMA -esquerra- i NAGA -dreta-.

La capa de peptidoglicà de la paret cel·lular bacteriana és una estructura de xarxa cristal·lina formada per cadenes lineals de dos aminosucres alterns, és a dir, N-acetilglucosamina (NAGA) i àcid N-acetilmuràmic (NAMA). Els sucres alterns estan connectats per un enllaç β-(1,4)-glicosídic. Cada NAMA està unit a una cadena d'aminoàcids curta (de 4 a 5 residus).

Estructura de peptidoglicà. NAG en color gris, NAM en color blanc. Entre aminoàcids de sengles oligopèptids s'estableixen enllaços covalents creuats.
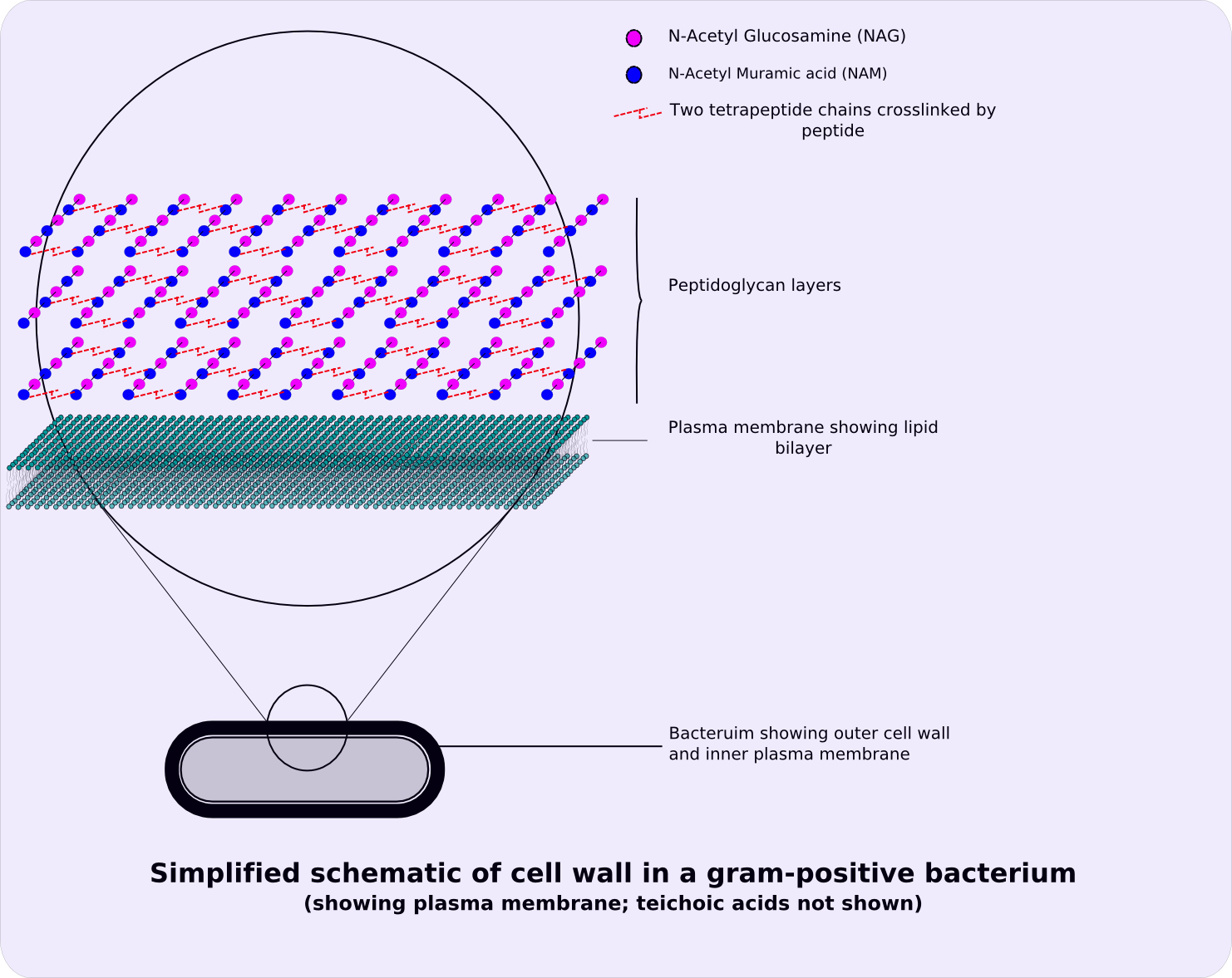
Esquema de paret bacteriana d'un Gram-positiu.